# Comuna de Lubichowo
Lubichowo (polaco: Gmina Lubichowo) é uma gminy (comuna) na Polónia, na voivodia de Pomerânia e no condado de Starogardzki. A sede do condado é a cidade de Lubichowo.
De acordo com os censos de 2004, a comuna tem 5595 habitantes, com uma densidade 34,7 hab/km².

## Área
Estende-se por uma área de 161,01 km², incluindo:
- área agricola: 34%
- área florestal: 57%

## Demografia
Dados de 30 de Junho 2004:
|                      | Total   | Total | Mulheres | Mulheres | Homens  | Homens |
| -------------------- | ------- | ----- | -------- | -------- | ------- | ------ |
|                      | pessoas | %     | pessoas  | %        | pessoas | %      |
| População            | 5595    | 100   | 2848     | 50,9     | 2747    | 49,1   |
| Densidade (pop./km²) | 34,7    | 100   | 17,7     | 17,7     | 17,1    | 17,1   |

De acordo com dados de 2005, o rendimento médio per capita ascendia a 1930,85 zł.

## Comunas vizinhas
- Bobowo, Kaliska, Osieczna, Osiek, Skórcz, Starogard Gdański, Zblewo